# Lista de episódios de Titio Avô
Essa é a lista de episódios de Titio Avô (Titio Avô no Brasil e Portugal). Estreou no Cartoon Network no dia 2 de setembro de 2013 (sem contar os episódios pilotos).

## Resumo
| Temporada | Temporada | Episódios | Exibição original      | Exibição original       | Exibição no Brasil     | Exibição no Brasil      | Exibição em Portugal   | Exibição em Portugal  |
| Temporada | Temporada | Episódios | Estreia de temporada   | Final de temporada      | Estreia de temporada   | Final de temporada      | Estreia de temporada   | Final de temporada    |
| --------- | --------- | --------- | ---------------------- | ----------------------- | ---------------------- | ----------------------- | ---------------------- | --------------------- |
|           | Pilotos   | 3         | 2008                   | 15 de março de 2012     | N/A                    | N/A                     | N/A                    | N/A                   |
|           | 1         | 52        | 2 de setembro de 2013  | 26 de fevereiro de 2015 | 3 de fevereiro de 2014 | 25 de dezembro de 2015  | 26 de abril de 2014    | 25 de outubro de 2015 |
|           | 2         | 26        | 5 de março de 2015     | 15 de dezembro de 2015  | 23 de março de 2015    | 12 de dezembro de 2016  | 24 de outubro de 2015  | dezembro de 2016      |
|           | 3         | 26        | 16 de dezembro de 2015 | 1 de julho de 2016      | 18 de abril de 2016    | 13 de março de 2017     | 21 de agosto de 2016   | 8 de abril de 2017    |
|           | 4         | 26        | 1 de julho de 2016     | 15 de dezembro de 2016  | 6 de março de 2017     | 27 de dezembro de 2017  | 4 de fevereiro de 2017 | 5 de agosto de 2017   |
|           | 5         | 23        | 16 de dezembro de 2016 | 30 de junho de 2017     | 20 de novembro de 2017 | 19 de fevereiro de 2018 | 5 de agosto de 2017    | TBA                   |

## Episódios

### Pilotos (2008-2012)
| Episódio (série) | Episódio (temp.) | Título                          | Escrito e storyboards por        | Dirigido por                        | Exibição original                                          | Código de produção |
| --- | ---------------- | ------------------------------- | -------------------------------- | ----------------------------------- | ---------------------------------------------------------- | ------------------ |
| 0 | 1                | "Uncle Grandpa"                 | Peter Browngardt                 | Robert Alvarez                      | 2008                                                       | 1019-000a          |
| Um homem estranho que é titio e avô de todos no mundo faz uma batalha com mutantes para conquistar seu sobrinho favorito. |                  |                                 |                                  |                                     |                                                            |                    |
| 0 | 2                | "Secret Mountain Uncle Grandpa" | Pete Browngardt & Audie Harrison | Robert Alvarez & Larry Leichliter   | 3 de fevereiro de 2012                                     | 1019-000b          |
| Titio Avô tentar deixar uma festa chatinha divertida.                                                                     |                  |                                 |                                  |                                     |                                                            |                    |
| 0 | 3                | "5 Disgustoids and a Baby"      | Pete Browngardt & Greg Miller    | Robert Alvarez and Larry Leichliter | 15 de março de 2012 (iTunes) 30 de março de 2013 (Netflix) | 1019-000b          |
| Dingle rouba o sanduíche de Titio Avô e dá para Festro para seu aniversário.                                              |                  |                                 |                                  |                                     |                                                            |                    |

### 1ª Temporada (2013-2015)
| Episódio (série) | Episódio (temp.) | Título | Escrito e storyboards por                                       | Exibição original                                                     | Código de produção | Audiência (em millhões) |
| --- | ---------------- | --- | --------------------------------------------------------------- | --------------------------------------------------------------------- | ------------------ | ----------------------- |
| 1 | 1                | "Irmãos de Pança (BR) Irmãos da Pança (PT)" "Belly Brothers"                                                                       | Marc Ceccarelli, Ryan Kramer & Casey Alexander                  | 2 de setembro de 2013 3 de fevereiro de 2014                          | 1019-001           | 2.16                    |
| Titio Avô ensina á um garoto chamado Benny que ter uma pança é legal. |                  | |                                                                 |                                                                       |                    |                         |
| 2 | 2                | "Na Trilha do Tigre (BR) Pegadas de Tigre (PT)" "Tiger Trails"                                                                     | Audie Harrison & Casey Alexander                                | 2 de setembro de 2013 24 de fevereiro de 2014                         | 1019-004           | 2.16                    |
| Tigresa Voadora Gigante Surreal não apareceu durante uma batalha de bruxos, isso faz com que Titio Avô fique preocupado. Sr. Gus, Steve Pizza, Pochetio e Titio Avô tem que procurar a Tigresa Voadora Gigante. |                  | |                                                                 |                                                                       |                    |                         |
| 3 | 3                | "Imperador Espacial (BR) O Imperador do Espaço (PT)" "Space Emperor"                                                               | Myke Chilian, Fred Osmond, & Casey Alexander                    | 9 de setembro de 2013 17 de fevereiro de 2014                         | 1019-003           | 1.72                    |
| Titio Avô, sem querer, envia o Melvin para outra dimensão, confundindo com o imperador espacial, então ele terá que traze-lo de volta, mas, o Melvin se torna o imperador. |                  | |                                                                 |                                                                       |                    |                         |
| 4 | 4                | "Careta (BR) Caretas (PT)" "Funny Face"                                                                                            | Dominic Bisignano, Luke Brookshier & Audie Harrison             | 9 de setembro de 2013 10 de fevereiro de 2014                         | 1019-002           | 1.72                    |
| Titio Avô faz a careta tão engraçada que ganhou vida própria, que da perseguindo a Tigresa Gigante Voadora, Steve Pizza, Titio Avô e Pochetio morrendo de rir. Só o Sr. Gus que pode destruir a careta. |                  | |                                                                 |                                                                       |                    |                         |
| 5 | 5                | "Creme de Bigode (BR) Creme do Bigode (PT)" "Moustache Cream"                                                                      | Ryan Kramer & Marc Ceccarelli                                   | 16 de setembro de 2013 14 de abril de 2014                            | 1019-005           | 1.98                    |
| Titio Avô compra um creme de bigode. |                  | |                                                                 |                                                                       |                    |                         |
| 6 | 6                | "Apelido (BR) A Alcunha (PT)" "Nickname"                                                                                           | Luke Brookshier & Dominic Bisignano                             | 16 de setembro de 2013 31 de março de 2014                            | 1019-006           | 1.98                    |
| Titio Avô ajuda o menino chamado Eric a ter apelido. Mas, no final do episódio, Eric ganhou o apelido "Cupcake" |                  | |                                                                 |                                                                       |                    |                         |
| 7 | 7                | "Prova de Direção (BR) Exame de Condução (PT)" "Driver's Test"                                                                     | Audie Harrison                                                  | 23 de setembro de 2013 7 de abril de 2014                             | 1019-008           | 1.58                    |
| Titio Avô ajuda a menina chamada Maria a conseguir sua licença de motorista, mas, colocou a marcha, e um Bebê Louco quer destruir o Titio Avô e Maria. Titio Avô e Maria precisam escapar do Bebê Louco. |                  | |                                                                 |                                                                       |                    |                         |
| 8 | 8                | "Titio Avô Babá (BR) A Ama do Titio Avô (PT)" "Uncle Grandpa Sitter"                                                               | Marc Ceccarelli, Ryan Kramer & Audie Harrison                   | 30 de setembro de 2013 3 de março de 2014                             | 1019-009           | 1.35                    |
| Titio Avô criou um clone dele para ser a babá dele mesmo, enquanto a Tigresa Gigante Voadora, Steve Pizza, Sr. Gus e Pochetio saíram para comprar o sorvete |                  | |                                                                 |                                                                       |                    |                         |
| 9 | 9                | "Titio Avô Comeu meu Dever (BR) O Titio Avô Comeu-Me O Trabalho De Casa (PT)" "Uncle Grandpa Ate My Homework"                      | Dominic Bisignano & Luke Brookshier                             | 7 de outubro de 2013 10 de março de 2014                              | 1019-010           | 1.29                    |
| Titio Avô come a maquete da piramide do Dennis e deve ajuda-lo a fazer outro usando a maior pirâmide no Egito. |                  | |                                                                 |                                                                       |                    |                         |
| 10 | 10               | "Titio Avô Por um Dia (BR / PT)" "Uncle Grandpa For a Day"                                                                         | Myke Chilian, Fred Osmond & Casey Alexander                     | 14 de outubro de 2013 17 de março de 2014                             | 1019-011           | 1.60                    |
| Depois que o trailer subiu a rampa e caiu quebrando a bicicleta do Guilherme, mas, Titio Avô ficou preso no pote de amendoim e Sr. Gus e Steve Pizza fantasiam de Titio Avô e Pochetio para ajudar o Guilherme |                  | |                                                                 |                                                                       |                    |                         |
| 11 | 11               | "Com Medo do Escuro (BR) Medo do Escuro (PT)" "Afraid of the Dark (1º Especial de Dia das Bruxas) e (1º Especial do Titio Avô)"    | Myke Chilian & Fred Osmo                                        | 21 de outubro de 2013 27 de outubro de 2014                           | 1019-007           | 1.51                    |
| Titio Avô ajuda uma garota chamada Susie a acabar com seu medo do escuro. |                  | |                                                                 |                                                                       |                    |                         |
| 12 | 12               | "Mapa do Tesouro (BR) O Mapa do Tesouro (PT)" "Treasure Map"                                                                       | Myke Chilian & David Gemmill                                    | 5 de novembro de 2013 5 de maio de 2014                               | 1019-015           | 1.59                    |
| Titio Avô, Pochetio, Sr. Gus, e Steve Pizza seguem o mapa de um menu infantil para encontrar o tesouro para pagar por sua refeição. Nota: É revelado que Sr. Gus é menos esquisito porque sugeriu ao Titio Avô para fazer algo mais prático em vez de fazer algo esquisito e para volta ao restaurante lavar os pratos a fim de pagar a conta.                |                  | |                                                                 |                                                                       |                    |                         |
| 13 | 13               | "Impedido de Entrar (BR) Trancado Cá Fora (PT)" "Locked Out"                                                                       | Pete Browngardt & Ryan Kramer                                   | 12 de novembro de 2013 24 de março de 2014                            | 1019-012           | 1.44                    |
| Titio Avô fica do lado de fora devido a um alarme que pôs no trailer. |                  | |                                                                 |                                                                       |                    |                         |
| 14 | 14               | "Bermuda (BR) Os Calções de Ganga (PT)" "Jorts"                                                                                    | Ryan Kramer, Marc Ceccarelli, & Fred Osmond                     | 19 de novembro de 2013 21 de abril de 2014                            | 1019-013           | 1.58                    |
| Quando Sr. Gus fica preso em um short jeans superjusto, ele precisa resolver a situação o quanto antes para salvar seus amigos de um cacto vivo. |                  | |                                                                 |                                                                       |                    |                         |
| 15 | 15               | "Jogo Mental (BR / PT)" "Brain Game"                                                                                               | Andy Gonsalves & Casey Alexander                                | 26 de novembro de 2013 12 de maio de 2014                             | 1019-016           | 1.64                    |
| Titio Avo e Steve Pizza controlam o cérebro de Adam para ajudá-lo a se tornar um mestre de vídeo game. |                  | |                                                                 |                                                                       |                    |                         |
| 16 | 16               | "Barulho Misterioso (BR) O Barulho Misterioso (PT)" "Mystery Noise"                                                                | Chris Reccardi                                                  | 3 de dezembro de 2013 9 de junho de 2014                              | 1019-020           | 1.47                    |
| Titio Avô e seus amigos tentam encontrar um ruído estranho que está mantendo todos eles acordados. |                  | |                                                                 |                                                                       |                    |                         |
| 17 | 17               | "Charlie Burger (BR) Charlie Burguers (PT)" "Charlie Burgers"                                                                      | Marc Ceccarelli & Ryan Kramer                                   | 14 de janeiro de 2014 19 de maio de 2014                              | 1019-017           | 1.69                    |
| Titio Avô e seus amigos ajudam um cachorro chamado Charlie Burgers a obter sua bola perdida de volta. |                  | |                                                                 |                                                                       |                    |                         |
| 18 | 18               | "Curtas (BR) As Curtas do Titio Avô (PT)" "Uncle Grandpa Shorts (1º Especial de Curtas de Titio Avô) e (2º Especial do Titio Avô)" | Myke Chilian, Audie Harrison, & Andy Gonsalves                  | 21 de janeiro de 2014 28 de abril de 2014                             | 1019-014           | 1.53                    |
| Como o título diz, este episódio é totalmente dividido em três curtas, e são eles: - Jornal Bom Dia Edição Boa Noite: Titio Avô e seus amigos hospedam um programa de notícias. - Legal ou Bossal: Tartarugas tentam tomar decisões sobre o que é legal ou bossal. - Titio Avô em Piñata: Titio Avô continua um tumulto acidental ao tentar abrir uma piñata. |                  | |                                                                 |                                                                       |                    |                         |
| 19 | 19               | "Garoto Perfeito (BR) O Miúdo Perfeito (PT)" "Perfect Kid"                                                                         | David Gemmill & Myke Chilian                                    | 28 de janeiro de 2014 2 de junho de 2014                              | 1019-019           | 1.23                    |
| Titio Avo torna um menino, um robo de verdade. |                  | |                                                                 |                                                                       |                    |                         |
| 20 | 20               | "Grandão no Japão (BR) Grande no Japão (PT)" "Big in Japan"                                                                        | Luke Brookshieran, Dominic Bisignano, & Andy Gonsalves          | 4 de fevereiro de 2014 26 de maio de 2014                             | 1019-018           | 1.36                    |
| Titio Avô e seus amigos viajar para o Japão para ajudar Akira a fazer um filme de monstro cheio de ação. Curtas: "Uma Fatia de Vida com Steve Pizza: Estações de Rádio/A Quente Entrega do Fresco Steve Pizza" |                  | |                                                                 |                                                                       |                    |                         |
| 21 | 21               | "Briga de Perna (BR) Luta de Pernas (PT)" "Leg Wrestle"                                                                            | Myke Chilian & David Gemmill                                    | 11 de fevereiro de 2014 30 de junho de 2014                           | 1019-023           | 1.48                    |
| Steve Pizza decide fazer uma competicao para o Titio Avo e Sr. Gus. |                  | |                                                                 |                                                                       |                    |                         |
| 22 | 22               | "Pizza do Futuro (BR) Piza do Futuro (PT)" "Future Pizza"                                                                          | David Gemmill, Casey Alexander, & Myke Chilian                  | 18 de fevereiro de 2014 23 de junho de 2014                           | 1019-022           | 1.26                    |
| Quando Titio Avô viaja no tempo com o alerta de que Steve Pizza fará algo para ofendê-lo nos próximos cinco minutos. |                  | |                                                                 |                                                                       |                    |                         |
| 23 | 23               | "Mais Curtas do Titio Avô (BR / PT)" "More Uncle Grandpa Shorts (2º Especial de Custas do Titio Avô) e (3º Especial do Titio Avô)" | Andy Gonsalves & David Gemmill                                  | 25 de fevereiro de 2014 14 de julho de 2014                           | 1019-024           | 1.37                    |
| Este episódio, como o 18, é totalmente dividido em três mais curtas, e são eles: - Turnê: Titio Avô dá uma excursão no seu trailer. - O Homem Estranho: Titio Avô lê seu novo quadrinhos do Homem Estranho - Karatê Italiano: Steve Pizza conta a história de como ele ganhou o Karate Tournament italiano.                                                   |                  | |                                                                 |                                                                       |                    |                         |
| 24 | 24               | "Episódio Especial (BR) Episódio Especial do Espetador (PT)" "Viewer Special"                                                      | Marc Ceccarelli & Ryan Kramer                                   | 4 de março de 2014 21 de julho de 2014                                | 1019-025           | 1.09                    |
| Um adolescente visualiza todo o desenho do Titio Avo, usando uma caneta magica. |                  | |                                                                 |                                                                       |                    |                         |
| 25 | 25               | "Mau Dia (BR / PT)" "Bad Morning"                                                                                                  | Myke Chilian and Nick Edwards                                   | 11 de março de 2014 28 de julho de 2014                               | 1019-026           | 1.35                    |
| Titio Avo acorda de mau-humor e somente a sua turma devem impedi-lo de causar caos pela cidade. |                  | |                                                                 |                                                                       |                    |                         |
| 26 | 26               | "Pegadinhas (BR) Guerra de Partidas (PT)" "Prank Wars"                                                                             | Ryan Kramer and Marc Ceccarelli                                 | 1 de abril de 2014 16 de junho de 2014                                | 1019-021           | 1.73                    |
| Sr. Gus puxa uma brincadeira que deixa Steve Pizza em perigo de ser comido. |                  | |                                                                 |                                                                       |                    |                         |
| 27 | 27               | "1992 Ligou (BR) Ligaram de 1992 (PT)" "1992 Called"                                                                               | Andy Gonsalves e Nick Edwards                                   | 21 de agosto de 2014 20 de outubro de 2014                            | 1019-029           | 1.65                    |
| Titio Avô envia um par de calças para 1492, mas ele acha que mandou para 1992. |                  | |                                                                 |                                                                       |                    |                         |
| 28 | 28               | "Melhor Amigo (BR) Melhór Amigu (PT)" "Bezt Frends"                                                                                | Ryan Kramer e Marc Ceccarelli                                   | 21 de agosto de 2014 6 de outubro de 2014                             | 1019-027           | 1.65                    |
| Titio Avô compete contra o Homem da Lua para ser o melhor amigo do Steve Pizza. |                  | |                                                                 |                                                                       |                    |                         |
| 29 | 29               | "Trailer de Comida (BR) A Rulote de Comida" "Food Truck"                                                                           | Myke Chilian e David Gemmill                                    | 28 de agosto de 2014 22 de dezembro de 2014 10 de outubro de 2015     | 1019-040           | 1.50                    |
| Steve Pizza usa Titio Avô para comprar uma moto. |                  | |                                                                 |                                                                       |                    |                         |
| 30 | 30               | "Pique-Esconde (BR) Às Escondidas (PT)" "Hide and Seek"                                                                            | Casey Alexander                                                 | 4 de setembro de 2014 3 de novembro de 2014                           | 1019-030           | 1.86                    |
| Titio Avô se recusa a brincar de Pique-Esconde, pois quando ele era pequeno, perdeu seu amigo brincando disso. |                  | |                                                                 |                                                                       |                    |                         |
| 31 | 31               | "A História da Luta Livre (BR) A História do Wrestling (PT)" "The History of Wrestling"                                            | Audie Harrison                                                  | 11 de setembro de 2014 24 de novembro de 2014                         | 1019-034           | 1.69                    |
| Sr. Gus narra a história de como ele virou um lutador profissional. |                  | |                                                                 |                                                                       |                    |                         |
| 32 | 32               | "Pochétio Doente (BR) Bolsinha de Enjoo (PT)" "Sick Bag"                                                                           | Marc Ceccarelli e Ryan Kramer                                   | 18 de setembro de 2014 10 de novembro de 2014                         | 1019-031           | N/A                     |
| Pochétio fica doente e somente Titio Avô precisa curá-lo. |                  | |                                                                 |                                                                       |                    |                         |
| 33 | 33               | "Férias (BR / PT)" "Vacation" | Andy Gonsalves e Jon Vermilyea                                  | 25 de setembro de 2014 17 de novembro de 2014                         | 1019-033           | 1.62                    |
| Titio Avô fica de férias, para parar de ficar ajudando as pessoas. |                  | |                                                                 |                                                                       |                    |                         |
| 34 | 34               | "Titia Avó (BR / PT)" "Aunt Grandma"                                                                                               | David Gemmill e Myke Chilian                                    | 2 de outubro de 2014 5 de janeiro de 2015 17 de outubro de 2015       | 1019-044           | 2.33                    |
| Titio Avô compete contra uma rival, a Titia Avó. |                  | |                                                                 |                                                                       |                    |                         |
| 35 | 35               | "De Castigo (BR / PT)" "Grounded"                                                                                                  | Jon Vermilyea e Andy Gonsalves                                  | 2 de outubro de 2014 1 de dezembro de 2014                            | 1019-037           | 2.33                    |
| Titio Avô, sem querer, deixa um garoto que está de castigo fugir. |                  | |                                                                 |                                                                       |                    |                         |
| 36 | 36               | "Trailer Assombrado (BR)" "Haunted RV (2º Especial de Dia das Bruxas) e (4º Especial do Titio Avô)"                                | Marc Ceccarelli e Ryan Kramer                                   | 28 de outubro de 2014 8 de dezembro de 2014                           | N/A                | N/A                     |
| Titio Avô precisa provar para adolescentes que sua casa é a mais assombrada. |                  | |                                                                 |                                                                       |                    |                         |
| 37 | 37               | "O Troll da Internet (BR) O Trol da Internet" "Internet Troll"                                                                     | Andy Gonsalves e Audie Harrison                                 | 1 de dezembro de 2014 29 de dezembro de 2014 10 de outubro de 2015    | 1019-041           | 1.59                    |
| Titio Avô precisa encontrar um Troll que está postando videos constrangedores na internet. |                  | |                                                                 |                                                                       |                    |                         |
| 38 | 38               | "Sem Graça (BR) Sem Piada (PT)" "Not Funny"                                                                                        | David Gemmill e Myke Chilian                                    | 1 de dezembro de 2014 2 de fevereiro de 2015                          | 1019-032           | 1.59                    |
| Titio Avô precisa fazer uma garota madura chamada Jaqueline a acabar com seus gremlins do riso. |                  | |                                                                 |                                                                       |                    |                         |
| 39 | 39               | "Fuga da Prisão (BR / PT)" "Prison Break"                                                                                          | Myke Chilian e David Gemmill                                    | 2 de dezembro de 2014 16 de fevereiro de 2015                         | 1019-036           | 1.47                    |
| Após fazerem uma pegadinha sem noção, Steve Pizza e Sr. Gus são mandados para uma prisão espacial e precisam fugir. |                  | |                                                                 |                                                                       |                    |                         |
| 40 | 40               | "Escada Rolante (BR) A Escada Rolante (PT)" "Escalator"                                                                            | Andy Gonsalves e Casey Alexander                                | 3 de dezembro de 2014 12 de janeiro de 2015 17 de outubro de 2015     | N/A                | 1.56                    |
| Titio Avô e Steve Pizza ficam presos na escada rolante. |                  | |                                                                 |                                                                       |                    |                         |
| 4142 | 4142             | "Especial de Natal (BR / PT)" "Christmas Special (Partes 1 & 2) (1º Especial de Natal) e (5º Especial do Titio Avô)"               | Myke Chilian e Ryan Kramer                                      | 4 de dezembro de 2014 25 de dezembro de 2015 19 de dezembro de 2015   | N/A                | 1.55                    |
| Quando Titio Avô quebra a perna de Papai Noel, ele deverá ajudá-lo a entregar os presentes para as crianças e salvar o Natal. |                  | |                                                                 |                                                                       |                    |                         |
| 43 | 43               | "Dia de Cão (BR) Um Dia de Cão (PT)" "Dog Day"                                                                                     | David Gemmill e Casey Alexander                                 | 5 de dezembro de 2014 19 de janeiro de 2015 18 de outubro de 2015     | 1019-048           | 1.53                    |
| Titio Avô ensina uma garota a como cuidar de um cachorro. |                  | |                                                                 |                                                                       |                    |                         |
| 44 | 44               | "A Tigresa e a Rata (BR) A Tigre e a Ratola (PT)" "Tiger and Mouse"                                                                | Marc Ceccarelli e Ryan Kramer                                   | 5 de dezembro de 2014 15 de dezembro de 2014                          | 1019-039           | 1.53                    |
| Tigresa Gigante Surreal arruma uma rata como amiga. |                  | |                                                                 |                                                                       |                    |                         |
| 45 | 45               | "O Diário do Steve Pizza (BR) O Diário do Pizza Steve (PT)" "Pizza Steve's Diary"                                                  | Andy Gonsalves e Ryan Kramer                                    | 8 de janeiro de 2015 9 de março de 2015 24 de outubro de 2015         | N/A                | 1.97                    |
| Depois que Sr. Gus pega o diário de Steve Pizza pensando que é o livro do Peter Pan, Steve Pizza faz de tudo pra pegar seu diário antes dele ler seus segredos. |                  | |                                                                 |                                                                       |                    |                         |
| 46 | 46               | "Cestinha (BR) Driblando (PT)" "Ballin"                                                                                            | Myke Chilian e David Gemmill                                    | 15 de janeiro de 2015 13 de outubro de 2014                           | 1019-028           | 1.50                    |
| Titio Avô, Sr. Gus e Steve Pizza precisam fazer uma competição de basquetebol para pegarem seu trailer novamente. |                  | |                                                                 |                                                                       |                    |                         |
| 47 | 47               | "Grande Encrenca para Pequeno Milagre (BR) Grandes Sarilhos para o Pequeno Milagre (PT)" "Big Trouble for Tiny Miracle"            | Casey Alexander                                                 | 22 de janeiro de 2015 26 de janeiro de 2015 11 de outubro de 2015     | 1019-042           | 1.90                    |
| Titio Avô e seus amigos acabam gastando demais a energia de Pequeno Milagre, pedindo coisas para ele. |                  | |                                                                 |                                                                       |                    |                         |
| 48 | 48               | "O Garoto Novo (BR) O Miúdo Novo (PT)" "New Kid"                                                                                   | Ryan Kramer e Marc Ceccarelli                                   | 29 de janeiro de 2015 9 de fevereiro de 2015                          | 1019-035           | 1.59                    |
| Titio Avô ajuda um garoto com seu corte de cabelo. |                  | |                                                                 |                                                                       |                    |                         |
| 49 | 49               | "Titio Zumbi (BR) Titio Zombie (PT)" "Uncle Zombie"                                                                                | David Gemmill e Ryan Kramer                                     | 5 de fevereiro de 2015 2 de março de 2015 18 de outubro de 2015       | N/A                | 1.90                    |
| Depois de uma noite sem conseguir dormir, Titio Avô fica parecido como um zumbi, e Steve Pizza começa a ter medo dele. |                  | |                                                                 |                                                                       |                    |                         |
| 50 | 50               | "Titio Caverna (BR)" "Uncle Caveman"                                                                                               | Myke Chilian, Casey Alexander, David Gemmill, e Kenny Pittenger | 12 de fevereiro de 2015 20 de abril de 2015 7 de novembro de 2015     | N/A                | 1.66                    |
| Titio Avô ajuda os homens das cavernas a conseguirem comida. |                  | |                                                                 |                                                                       |                    |                         |
| 51 | 51               | "Biscoito do Azar (BR) O Bolinho do Azar (PT)" "Misfortune"                                                                        | Marc Ceccarelli e Ryan Kramer                                   | 19 de fevereiro de 2015 23 de fevereiro de 2015 11 de outubro de 2015 | 1019-043           | 1.80                    |
| Titio Avô fica paranoico depois que pega um biscoito do azar dizendo que ele tem um inimigo dentro do trailer. |                  | |                                                                 |                                                                       |                    |                         |
| 52 | 52               | "Lixolândia (BR)" "Wasteland" | Nick Edwards                                                    | 26 de fevereiro de 2015 27 de abril de 2015 25 de outubro de 2015     | N/A                | 1.81                    |
| Titio Avô esquece de jogar o lixo para fora, e o lixo explode. Quando acorda, ele para em um terreno coberto de sujeira e tenta encontrar seus amigos perdidos nele. |                  | |                                                                 |                                                                       |                    |                         |

### 2ª Temporada (2015-2016)
| Episódio (série) | Episódio (temp.) | Título | Escrito e storyboards por                       | Exibição original                                                       | Código de produção | Audiência (em millhões) |
| --- | ---------------- | --- | ----------------------------------------------- | ----------------------------------------------------------------------- | ------------------ | ----------------------- |
| 53 | 1                | "Boca de Pato (BR)" "Duck Lips" | David Gemmill e Kenny Pittenger                 | 5 de março de 2015 13 de abril de 2015 8 de novembro de 2015            | N/A                | 1.63                    |
| Titio Avô ajuda uma garota chamada Josie a tirar uma selfie com uma boca de pato. |                  | |                                                 |                                                                         |                    |                         |
| 54 | 2                | "Abobalhado (BR)" "Numbskull" | Andy Gonsalves e Jason Reicher                  | 12 de março de 2015 6 de abril de 2015 8 de novembro de 2015            | N/A                | 1.55                    |
| Após bater a cabeça, Senhor Gus fica abobalhado e Steve Pizza tenta achar uma solução para fazê-lo voltar ao normal. |                  | |                                                 |                                                                         |                    |                         |
| 55 | 3                | "Corpo Insano (BR) Problemas do Corpo" "Body Trouble"                                                                                   | Fred Osmond e Marc Ceccarelli                   | 19 de março de 2015 23 de março de 2015                                 | 1019-038           | 1.44                    |
| Titio Avô e Pochétio discutem, fazendo os dois se separarem e terem que procurar novos corpos. |                  | |                                                 |                                                                         |                    |                         |
| 56 | 4                | "Festa no Chuveiro (BR)" "Shower Party"                                                                                                 | Andy Gonsalves e Jason Reicher                  | 26 de março de 2015 4 de maio de 2015 14 de novembro de 2015            | N/A                | 1.28                    |
| Senhor Gus e Steve Pizza fazem uma festa enquanto Titio Avô está tomando banho. |                  | |                                                 |                                                                         |                    |                         |
| 57 | 5                | "Terra do Titio Avô (BR)" "Uncle Grandpa Land"                                                                                          | Myke Chilian                                    | 4 de maio de 2015 25 de maio de 2015                                    | N/A                | 1.00                    |
| Titio Avô cria um parque de diversões. |                  | |                                                 |                                                                         |                    |                         |
| 58 | 6                | "Cometa Taco (BR)" "Taco Comet" | Ryan Kramer e Marc Cecarelli                    | 5 de maio de 2015 18 de maio de 2015 15 de novembro de 2015             | N/A                | 1.15                    |
| Titio Avô vai à Área 51 para pegar o Cometa Taco. |                  | |                                                 |                                                                         |                    |                         |
| 59 | 7                | "O Fã (BR / PT)" "The Fan" | Ryan Kramer e Marc Cecarelli                    | 6 de maio de 2015 11 de maio de 2015 25 de outubro de 2015              | N/A                | 1.14                    |
| Titio Avô conhece seu fã número 1. |                  | |                                                 |                                                                         |                    |                         |
| 60 | 8                | "O Pacote (BR)" "The Package" | Ryan Kramer e Marc Cecarelli                    | 7 de maio de 2015 8 de junho de 2015 14 de novembro de 2015             | N/A                | 1.23                    |
| Titio Avô, Sr. Gus, Pochétio e Steve Pizza enlouquecem tentando abrir um pacote misterioso. |                  | |                                                 |                                                                         |                    |                         |
| 61 | 9                | "Falando com a Árvore? (BR)" "Are You Talkin' to Tree?"                                                                                 | David Gemmill e Kenny Pittenger                 | 8 de maio de 2015 6 de julho de 2015 15 de novembro de 2015             | N/A                | 1.15                    |
| O grupo não acredita no Titio Avô quando ele afirma que uma árvore falou com ele. |                  | |                                                 |                                                                         |                    |                         |
| 62 | 10               | "Mais Velho (BR)" "Older" | Marc Ceccarelli e Ryan Kramer                   | 14 de maio de 2015 15 de junho de 2015 22 de novembro de 2015           | N/A                | 1.14                    |
| Titio Avô transforma um garoto em um homem de 300 anos de idade, e deverá transformá-lo em um garoto novamente. |                  | |                                                 |                                                                         |                    |                         |
| 63 | 11               | "Curtas de Diretores Convidados (BR)" "Guest Directed Shorts (3º Especial de Curtas do Titio Avô) e (6º Especial do Titio Avô)"         | M. Wartella, Pendleton Ward e Max Winston       | 21 de maio de 2015 24 de outubro de 2015 1 de outubro de 2016 (Netflix) | N/A                | 1.29                    |
| Este episódio especial é composto por três curtas, respectivamente produzidos por M. Wartella, Pendleton Ward e Max Winson. Sendo eles: - Hambúrgueres do Tempo: Titio Avô vai ao passado para pegar hambúrgueres. - Para Pete, Com Amor, Pen: Titio Avô e Steve Pizza vão a um parque. - Realidade Total: Titio Avô é forçado a entreter-se com sua imaginação. |                  | |                                                 |                                                                         |                    |                         |
| 64 | 12               | "Gus de Cem (BR)" "Hundred Dollar Gus"                                                                                                  | Zac Gorman                                      | 8 de junho de 2015 27 de julho de 2015 7 de novembro de 2015            | N/A                | 1.58                    |
| Steve Pizza conta uma mentira que bota o grupo todo em apuros. |                  | |                                                 |                                                                         |                    |                         |
| 65 | 13               | "Medalha Estranha (BR)" "Weird Badge"                                                                                                   | Andy Gonsalves e Jason Reicher                  | 9 de junho de 2015 20 de julho de 2015                                  | N/A                | 1.33                    |
| Titio Avô ensina habilidades de sobrevivência para uma garota. |                  | |                                                 |                                                                         |                    |                         |
| 66 | 14               | "Espaguete do Velho Oeste (BR)" "The Great Spaghetti Western"                                                                           | Andy Gonsalves e Jason Reicher                  | 10 de junho de 2015 29 de junho de 2015                                 | N/A                | 1.22                    |
| Em uma aventura com o Titio Avô no Texas, Sr. Gus entra em conflito com um prefeito corrupto. |                  | |                                                 |                                                                         |                    |                         |
| 67 | 15               | "Palucão (BR)" "Pal.0" | Nick Edwards e Myke Chilian                     | 11 de junho de 2015 13 de julho de 2015                                 | N/A                | 1.53                    |
| A turma precisa achar uma forma de fazer a van do Titio Avô parar de fazer bagunça. |                  | |                                                 |                                                                         |                    |                         |
| 68 | 16               | "Titio Avô no Cinema (BR)" "Uncle Grandpa at the Movies"                                                                                | Kenny Pittenger e David Gemmill                 | 12 de junho de 2015 22 de junho de 2015                                 | N/A                | 1.23                    |
| Sr. Gus tenta assistir um filme no cinema, mas Titio Avô e Steve Pizza não lhe dão sossego. |                  | |                                                 |                                                                         |                    |                         |
| 69 | 17               | "Pochelton (BR)" "Bottom Bag" | Ryan Kramer e Marc Ceccarelli                   | 6 de agosto de 2015 2 de novembro de 2015                               | N/A                | 1.37                    |
| Pochétio faz amizade com um Saco que tem terríveis intenções. |                  | |                                                 |                                                                         |                    |                         |
| 70 | 18               | "Melancia (BR)" "Watermelon Gag" | Zeus Cervas                                     | 13 de agosto de 2015 9 de novembro de 2015                              | N/A                | 1.46                    |
| Titio Avô vira motivo de piada quando uma melancia fica presa em sua boca. |                  | |                                                 |                                                                         |                    |                         |
| 71 | 19               | "Bebês Titio Avô (BR) "Titio Avô Bebés (PT) "Uncle Grandpa Babies (1ª Semi-Especial dos Titio Avôs Bebês) e (7º Especial do Titio Avô)" | Jason Reicher e Andy Gonsalves                  | 20 de agosto de 2015 16 de novembro de 2015 17 de julho de 2016         | N/A                | 1.62                    |
| O presidente manda os Titio Avô Bebês usarem seus poderes infantis para desarmar um míssil. |                  | |                                                 |                                                                         |                    |                         |
| 72 | 20               | "Homem Pássaro (BR)/(PT)" "Birdman" | Myke Chilian e Nick Edwards                     | 27 de agosto de 2015 23 de novembro de 2015 17 de julho de 2016         | N/A                | 0.97                    |
| Homem Pássaro começa a morar no sótão da van mágica de Titio Avô, mas sua presença faz com que a turma se enlouqueça. |                  | |                                                 |                                                                         |                    |                         |
| 7374 | 2122             | "A Aposentadoria do Titio Avô (BR)" "Uncle Grandpa Retires (Partes 1 & 2) (8º Especial do Titio Avô)"                                   | Marc Ceccarelli, Ryan Kramer, e Casey Alexander | 3 de setembro de 2015 7 de dezembro de 2015 23 de julho de 2016         | N/A                | 1.22                    |
| Titio Avô e seus amigos participam de uma corrida. |                  | |                                                 |                                                                         |                    |                         |
| 75 | 23               | "Super Híper Lua (BR)" "Fool Moon" | Jason Reicher e Andy Gonsalves                  | 26 de outubro de 2015 30 de novembro de 2015 23 de julho de 2016        | N/A                | 1.10                    |
| Pochétio começa a se tornar um lobisomem em uma noite de lua cheia. |                  | |                                                 |                                                                         |                    |                         |
| 76 | 24               | "Amigo Oculto (BR) (Segundo Especial de Natal)" "Secret Santa"                                                                          | Ryan Kramer e Marc Ceccarelli                   | 3 de dezembro de 2015 12 de dezembro de 2016                            | N/A                | 1.33                    |
| Titio Avô e os outros precisam encontrar o presente perfeito de natal para o amigo oculto que eles tiraram. |                  | |                                                 |                                                                         |                    |                         |
| 77 | 25               | "Queijo Nacho (BR)" "Nacho Cheese" | Kenny Pittenger e David Gemmill                 | 14 de dezembro de 2015 4 de abril de 2016 24 de julho de 2016           | N/A                | ASA                     |
| O pai de Steve Pizza aparece para lhe fazer uma visita no trailer do Titio Avô. |                  | |                                                 |                                                                         |                    |                         |
| 78 | 26               | "Árvore de Bigode (BR)" "Moustache Tree"                                                                                                | Ryan Kramer e Marc Ceccarelli                   | 15 de dezembro de 2015 11 de abril de 2016 24 de julho de 2016          | N/A                | ASA                     |
| O Titio Avô tira um bigode de uma árvore para substituir o que ele perdeu, mas alguns duendes estranhos tentam impedi-lo. |                  | |                                                 |                                                                         |                    |                         |

### 3ª Temporada (2015-2016)
| Episódio (série) | Episódio (temp.) | Título                                                                                  | Escrito e storyboards por                 | Exibição EUA           | Exibição Brasil     | Exibição Portugal      | Código de produção | Audiência (em milhões) |
| --- | ---------------- | --------------------------------------------------------------------------------------- | ----------------------------------------- | ---------------------- | ------------------- | ---------------------- | ------------------ | ---------------------- |
| 79 | 1                | "A Pequena Tigresa (BR) A Pequena Tigre (PT)" "The Little Mer-Tiger"                    | Myke Chilian                              | 16 de dezembro de 2015 | 18 de abril de 2016 | N/A                    | 0.82               |                        |
| A origem da Tigresa é contada em flashback. No passado, ela era uma sereia, mas o soberano diabólico do oceano, Titio Bolha, queria um hambúrguer e ordenou que ela fosse buscá-lo. Ele usou seus poderes mágicos para criar pernas na Tigresa e mandá-la à terra firme. Mas ela se apaixonou pelo lugar e, com a ajuda do seu novo amigo Titio Avô, derrotou o soberano e ficou com as pernas. |                  |                                                                                         |                                           |                        |                     |                        |                    |                        |
| 80 | 2                | "Salão de Festas (BR / PT)" "Ball Room"                                                 | David Gemmill e Kenny Pittenger           | 17 de dezembro de 2015 | 25 de abril de 2016 | N/A                    | 1.01               |                        |
| Sr. Gus dá um jeito no salão e alerta Titio Avô e Steve Pizza a não entrarem lá até segunda ordem. Mas Titio Avô sem querer joga uma bola lá dentro e, com a ajuda de Steve Pizza, deverá buscá-la sem tocar o chão. |                  |                                                                                         |                                           |                        |                     |                        |                    |                        |
| 81 | 3                | "De Volta para Biblioteca (BR / PT)" "Back to the Library"                              | Andy Gonsalves e Jason Reicher            | 18 de dezembro de 2015 | 2 de maio de 2016   | N/A                    | 0.94               |                        |
| Titio Avô tenta devolver um livro para a biblioteca para não conseguir uma multa. |                  |                                                                                         |                                           |                        |                     |                        |                    |                        |
| 82 | 4                | "Titio da Páscoa (BR / PT)" "Uncle Easter"                                              | Andy Gonsalves e Jason Reicher            | 8 de abril de 2017     | 25 de março de 2016 | 17 de abril de 2017    | N/A                | 0.94                   |
| Titio Avô ajuda o coelho da páscoa a esconder os ovos antes que seja tarde demais. |                  |                                                                                         |                                           |                        |                     |                        |                    |                        |
| 83 | 5                | "Rei Gus (BR / PT)" "King Gus"                                                          | Nick Edwards e Myke Chilian               | 28 de agosto de 2016   | 16 de março de 2016 | 6 de junho de 2016     | N/A                | 0.94                   |
| Ao conseguir retirar uma espada de um sanduíche especial, Sr. Gus se torna o rei da praça de alimentação. |                  |                                                                                         |                                           |                        |                     |                        |                    |                        |
| 8485 | 67               | "O Filme do Titio Avô (BR / PT)" "The Uncle Grandpa Movie (Partes 1 & 2)"               | David Gemmill e Kenny Pittenger           | 28 de agosto de 2016   | 1 de abril de 2016  | 27 de junho de 2016    | N/A                | 0.96                   |
| Titio Avô e uma garota partem para uma aventura heroica. |                  |                                                                                         |                                           |                        |                     |                        |                    |                        |
| 86 | 8                | "Outra Estação (BR)" "Lamestation"                                                      | David Gemmill e Kenny Pittenger           | 3 de setembro de 2016  | 2 de abril de 2016  | 13 de junho de 2016    | N/A                | 1.02                   |
| Steve Pizza tenta desesperadamente chamar a atenção do Titio Avô com seus jogos modernos. |                  |                                                                                         |                                           |                        |                     |                        |                    |                        |
| 87 | 9                | "Esquisitice Espacial (BR / PT)" "Space Oddity"                                         | Ryan Kramer e Marc Ceccarelli             | 3 de setembro de 2016  | 2 de abril de 2016  | 20 de junho de 2016    | N/A                | 1.01                   |
| Steve Pizza e Sr. Gus precisam pegar uma lava de um planeta antes que o núcleo da Terra explode. |                  |                                                                                         |                                           |                        |                     |                        |                    |                        |
| 88 | 10               | "Terra do Descanso (BR) Terra do Relaxamento (PT)" "Relaxation Land"                    | Jason Reicher e Andy Gonsalves            | 4 de setembro de 2016  | 9 de abril de 2016  | 10 de outubro de 2016  | N/A                | 1.22                   |
| Titio Avô ganha uma promoção com acompanhante para um lugar relaxante, mas quando ele chega lá era uma casa assombrada. |                  |                                                                                         |                                           |                        |                     |                        |                    |                        |
| 89 | 11               | "A Terra das Sombras Perdidas (BR / PT)" "Land of The Lost Shadows"                     | Jason Reicher e Jon Vermilyea             | 4 de setembro de 2016  | 9 de abril de 2016  | 17 de outubro de 2016  | N/A                | 0.97                   |
| Sr. Gus e Steve Pizza estavam brincando de fazer formas de animais com sombras e as formas acabam criando vida, mas quando Titio Avô os alertou, era tarde demais. |                  |                                                                                         |                                           |                        |                     |                        |                    |                        |
| 90 | 12               | "Namorada (BR) Véspera da Pizza (PT)" "Pizza Eve"                                       | Brett Varon e Zeus Cervas                 | 10 de setembro de 2016 | 16 de abril de 2016 | 7 de novembro de 2016  | N/A                | 0.95                   |
| Steve Pizza mente para o Sr. Gus dizendo que tem uma namorada chamada Eve Pizza, e o Sr. Gus quer conhecê-la, fazendo o Steve Pizza tentar arranjar rápido uma namorada de verdade. |                  |                                                                                         |                                           |                        |                     |                        |                    |                        |
| 9192 | 1314             | "O Retorno da Titia Avó (BR) O Regresso da Titia Avó (PT)" "The Return of Aunt Grandma" | Kenny Pittenger e David Gemmill           | 10 de setembro de 2016 | 23 de abril de 2016 | 16 de novembro de 2016 | N/A                | 1.04                   |
| A Titia Avó retorna e causa grandes problemas para o Titio Avô. |                  |                                                                                         |                                           |                        |                     |                        |                    |                        |
| 93 | 15               | "Bessy Bagunceira (BR) Bessy Desarumado (PT)" "Messy Bessy"                             | Zeus Cervas e Brett Varon                 | 11 de setembro de 2016 | 30 de abril de 2016 | 14 de novembro de 2016 | N/A                | 1.19                   |
| O Titio Avô acaba estragando o quarto de uma criança. |                  |                                                                                         |                                           |                        |                     |                        |                    |                        |
| 94 | 16               | "Espuma Inteligente (BR) Memória de Espuma (PT)" "Memory Foam"                          | Myke Chilian e Nick Edwards               | 11 de setembro de 2016 | 7 de maio de 2016   | 24 de outubro de 2016  | N/A                | 0.98                   |
| Steve Pizza dorme em um colchão antigo do Titio Avô e acaba perdendo a memória. |                  |                                                                                         |                                           |                        |                     |                        |                    |                        |
| 95 | 17               | "Ainda Mais Curtas (BR) Ainda Mais Calções (PT)" "Even More Shorts"                     | David Gemmill, Ryan Kramer e Myke Chilian | 17 de setembro de 2016 | 14 de maio de 2016  | 13 de março de 2017    | N/A                | 0.79                   |
| Esse é o quinto especial de curtas do Titio Avô: - Homem Estranho : O Homem Estranho prende um criminoso chamado Estrangeiro Louco. - O Resgate do Gato : Pochétio descobre um gato preso na árvore do trailer. - Uma Viagem com Titio Avô: Titio Avô hospeda um programa de exploração espacial.                                                                                               |                  |                                                                                         |                                           |                        |                     |                        |                    |                        |
| 96 | 18               | "Pulgas, Me Mordam (BR) Pulgas! Ajudem-me (PT)" "Fleas Help Me"                         | Ryan Kramer e Marc Ceccarelli             | 17 de setembro de 2016 | 21 de maio de 2016  | 21 de novembro de 2016 | N/A                | 0.96                   |
| Titio Avô e sua turma ajudam seu amigo, Charlie Burgers, a se livrar de sua infestação de pulgas. |                  |                                                                                         |                                           |                        |                     |                        |                    |                        |
| 97 | 19               | "Óculos Sinistros (BR) Sombras Malvadas (PT)" "Wicked Shades"                           | Myke Chilian e Nick Edwards               | 18 de setembro de 2016 | 28 de maio de 2016  | 28 de novembro de 2016 | N/A                | 0.84                   |
| Quando Titio Avô empresta seus óculos de sol para o Steve Pizza, ele vê as coisas de uma perspectiva totalmente nova. |                  |                                                                                         |                                           |                        |                     |                        |                    |                        |
| 98 | 20               | "Exceto o Cooper (BR) Exceto para o Cooper (PT)" "Except for Cooper"                    | David Gemmill e Kenny Pittenger           | 24 de setembro de 2016 | 4 de junho de 2016  | 5 de dezembro de 2016  | N/A                | 0.89                   |
| Um garoto tem que aprender a comer o seu espinafre, a fim de salvar o Titio Avô e os outros de uma gangue turbulenta de vegetais malignos. |                  |                                                                                         |                                           |                        |                     |                        |                    |                        |
| 99 | 21               | "Nas Nuvens (BR / PT)" "In the Clouds"                                                  | Nick Edwards                              | 4 de fevereiro de 2017 | 11 de junho de 2016 | 13 de março de 2017    | N/A                | 1.09                   |
| Titio Avô ajuda um menino a ficar com a cabeça fora das nuvens e focado em sua prova de história. |                  |                                                                                         |                                           |                        |                     |                        |                    |                        |
| 100 | 22               | "O Duende (BR / PT)" "The Lepre-Con"                                                    | Nick Edwards e Myke Chilian               | 1 de outubro de 2016   | 1 de julho de 2016  | 8 de maio de 2016      | N/A                | N/A                    |
| Titio Avô encontra um duende na Irlanda. |                  |                                                                                         |                                           |                        |                     |                        |                    |                        |
| 101 | 23               | "Medo de Voar (BR / PT)" "Fear of Flying"                                               | Marc Ceccarelli e Ryan Kramer             | 1 de outubro de 2016   | 1 de julho de 2016  | 8 de maio de 2016      | N/A                | N/A                    |
| Titio Avô ajuda um garoto na Argentina a não ter mais medo de voar, e, acidentalmente ele o transforma em uma mosca. |                  |                                                                                         |                                           |                        |                     |                        |                    |                        |
| 102 | 24               | "Bom Dia, Austrália (BR) Bom Dia (PT)" "G'day Mornin'"                                  | Mike Chilian e Nick Edwards               | 1 de outubro de 2016   | 1 de julho de 2016  | 13 de maio de 2016     | N/A                | N/A                    |
| Titio Avô ajuda um canguru australiano a parar o seu vício de colecionar coisas sem necessidades. |                  |                                                                                         |                                           |                        |                     |                        |                    |                        |
| 103 | 25               | "Titio da Moda (BR / PT)" "Uncle Fashion"                                               | Brett Varon e Zeus Cervas                 | 2 de outubro de 2016   | 1 de julho de 2016  | 8 de maio de 2016      | N/A                | N/A                    |
| Titio Avô ajuda um garoto na França a fazer modelitos de moda. |                  |                                                                                         |                                           |                        |                     |                        |                    |                        |
| 104 | 26               | "Inventor Mentor (BR / PT)" "Inventor Mentor"                                           | Ryan Kramer e Marc Ceccarelli             | 2 de outubro de 2016   | 1 de julho de 2016  | 8 de maio de 2016      | N/A                | N/A                    |
| Titio Avô tenta ajudar uma garota na Itália chamada Isabella a realizar o seu sonho de ser inventora e pede ajuda a Leonardo da Vinci. |                  |                                                                                         |                                           |                        |                     |                        |                    |                        |

### 4ª Temporada (2016)
| Episódio (série) | Episódio (temp.) | Título | Escrito e storyboards por         | Exibição original       | Exibição Brasil        | Exibição Portugal      | Código de produção | Audiência (em milhões) |
| --- | ---------------- | --- | --------------------------------- | ----------------------- | ---------------------- | ---------------------- | ------------------ | ---------------------- |
| 105 | 1                | "Jack Jasbol (BR) O Entendimento (PT)" "Jerky Jasper"                                                      | Myke Chilian e Zeus Cervas        | 4 de fevereiro de 2017  | 1 de julho de 2016     | 6 de março de 2017     | TBA                | N/A                    |
| Titio Avô entra na mente do Steve Pizza para atender o amigo imaginário dele, o próprio Steve Pizza. |                  | |                                   |                         |                        |                        |                    |                        |
| 106 | 2                | "Dia do Dinossauro (BR) (PT)" "Dinosaur Day"                                                               | Andy Gonsalves e Jason Reicher    | 4 de fevereiro de 2017  | 1 de julho de 2016     | 20 de março de 2017    | TBA                | N/A                    |
| Titio Avô e Sr. Gus comemoram o Dia do Dinossauro e Steve Pizza acaba ficando com ciúmes. |                  | |                                   |                         |                        |                        |                    |                        |
| 107 | 3                | "Olimpíada do Trailer (BR) Olimpíadas da Carripana (PT)" "RV Olympics"                                     | Jason Reicher e Andy Gonsalves    | 15 de julho de 2017     | 4 de agosto de 2016    | 16 de outubro de 2017  | TBA                | 1.32                   |
| Sr. Gus e Steve Pizza competem nos Jogos Olímpicos do trailer. |                  | |                                   |                         |                        |                        |                    |                        |
| 108 | 4                | "Titio Melvins (BR / PT)" "Uncle Melvins"                                                                  | Nick Edwards e Myke Chilian       | 11 de fevereiro de 2017 | 4 de agosto de 2016    | 3 de abril de 2017     | TBA                | 1.32                   |
| Uma banda de rock se junta ao Titio Avô para ajudar uma jovem a ganhar um show de talentos. |                  | |                                   |                         |                        |                        |                    |                        |
| 109 | 5                | "Titio Beisebol (BR) Titio no Baseball (PT)" "Uncle Baseball"                                              | Ryan Kramer e Chris Allison       | 15 de julho de 2017     | 22 de outubro de 2016  | 4 de dezembro de 2017  | TBA                | 1.06                   |
| Quando uma equipe precisa de ajuda, Titio Avô recruta alguns jogadores de beisebol famosos para ajudar. |                  | |                                   |                         |                        |                        |                    |                        |
| 110 | 6                | "Crise da Fantasia (BR) Crise do Costume (PT)" "Costume Crisis"                                            | Chris Allison e Ryan Kramer       | 16 de julho de 2017     | 27 de outubro de 2016  | 28 de outubro de 2017  | TBA                | 0.98                   |
| Titio Avô tenta melhorar a Fantasia de Hallowen de uma criança. |                  | |                                   |                         |                        |                        |                    |                        |
| 111 | 7                | "Titio Avô Para Presidente (BR) O Titio Avô Concorre a Presidente (PT)" "Uncle Grandpa Runs for President" | David Gemmill and Kenny Pittenger | 16 de julho de 2017     | 3 de novembro de 2016  | 2 de outubro de 2017   | TBA                | 0.97                   |
| Titio Avô e Steve Pizza competem na corrida presidencial. |                  | |                                   |                         |                        |                        |                    |                        |
| 112 | 8                | "Congelante (BR) Relaxa (PT)" "Chill Out"                                                                  | David Gemmill                     | 22 de julho de 2017     | 1 de dezembro de 2016  | 4 de dezembro de 2017  | TBA                | 0.96                   |
| Titio Avô leva um garoto para o Pólo Norte para experimentar uma luta de bola de neve épica. |                  | |                                   |                         |                        |                        |                    |                        |
| 113 | 9                | "O Passeio de Bike (BR) O Passeio de Bicicleta (PT)" "The Bike Ride"                                       | Kenny Pittenger e David Gemmill   | 5 de fevereiro de 2017  | 5 de dezembro de 2016  | 27 de março de 2017    | TBA                | 0.59                   |
| Steve Pizza mantem um segredo para o pessoal do Trailer. |                  | |                                   |                         |                        |                        |                    |                        |
| 114 | 10               | "O Senhor Gus Vai Se Mudar (BR) Mr. Gus Retira-se (PT)" "Mr. Gus Moves Out"                                | Chris Allison e Ryan Kramer       | 5 de fevereiro de 2017  | 5 de dezembro de 2016  | 27 de dezembro de 2017 | TBA                | 0.59                   |
| Sr. Gus se move para fora do Trailer e Titio Avô e Steve Pizza tentar levá-lo de volta. |                  | |                                   |                         |                        |                        |                    |                        |
| 115 | 11               | "Soluço Destruídor (BR) Soluços Destruídores (PT)" "Hiccup Havok"                                          | Zeus Cervas e Jason Reicher       | 11 de fevereiro de 2017 | 6 de dezembro de 2016  | 10 de abril de 2017    | TBA                | 0.66                   |
| Titio Avô tenta curar os soluços a uma criança. |                  | |                                   |                         |                        |                        |                    |                        |
| 116 | 12               | "MacGuffin"                                                                                                | Jason Reicher e Andy Gonsalves    | 12 de fevereiro de 2017 | 6 de dezembro de 2016  | 17 de abril de 2017    | TBA                | 0.66                   |
| Titio Avô e uma criança embarcam em uma aventura na selva em busca de um lendário MacGuffin. |                  | |                                   |                         |                        |                        |                    |                        |
| 117 | 13               | "Subindo à Cabeça (BR)" "Gone to His Head"                                                                 | David Gemmill e Kenny Pittenger   | 12 de fevereiro de 2017 | 7 de dezembro de 2016  | 1 de maio de 2017      | TBA                | 0.70                   |
| A nova confiança encontrada pelo Titio Avô faz com que sua cabeça fique grande. |                  | |                                   |                         |                        |                        |                    |                        |
| 118 | 14               | "O Rabo de Cavalo (BR) Rabo de Cavalo (PT)" "Pony Tale"                                                    | Ryan Kramer e Chris Allison       | 18 de fevereiro de 2017 | 7 de dezembro de 2016  | 8 de maio de 2017      | TBA                | 0.70                   |
| Titio Avô faz com que cresça um rabo de cavalo que ganha a atenção de um pônei mágico. |                  | |                                   |                         |                        |                        |                    |                        |
| 119 | 15               | "A Fada do Dente (BR) A Fuga do Dente (PT)" "You Can't Handle the Tooth!"                                  | Zeus Cervas e Ryan Jouas          | 22 de julho de 2017     | 8 de dezembro de 2016  | 15 de maio de 2017     | TBA                | 0.72                   |
| Titio Avô e Sr. Gus devem salvar Steve Pizza da fada de dente. |                  | |                                   |                         |                        |                        |                    |                        |
| 120 | 16               | "Um Presente para Gus (BR) Um Presente para o Mr. Gus (PT)" "A Gift for Gus"                               | Myke Chilian e Nick Edwards       | 18 de fevereiro de 2017 | 8 de dezembro de 2016  | 22 de maio de 2017     | TBA                | 0.72                   |
| O presente do Titio Avô para o Sr. Gus fica solto e causa problemas. |                  | |                                   |                         |                        |                        |                    |                        |
| 121 | 17               | "Titio Robô (BR)/(PT)" "Robo-UG"                                                                           | Andy Gonsalves e Jason Reicher    | 19 de fevereiro de 2017 | 9 de dezembro de 2016  | 29 de maio de 2017     | TBA                | 0.70                   |
| Titio Avô constrói uma versão de robô de si mesmo para ajudar com seus deveres. |                  | |                                   |                         |                        |                        |                    |                        |
| 122 | 18               | "Maczinho (BR) O Pequeno Mac (PT)" "Lil' Mac"                                                              | David Gemmill e Kenny Pittenger   | 19 de fevereiro de 2017 | 9 de dezembro de 2016  | 4 de setembro de 2017  | TBA                | 0.70                   |
| O sobrinho do Sr. Gus aterroriza Titio Avô e Steve Pizza. |                  | |                                   |                         |                        |                        |                    |                        |
| 123 | 19               | "Truque de Mágica (BR) Truque de Magia (PT)" "Disappearing Act"                                            | Chris Allison e Ryan Kramer       | 23 de julho de 2017     | 12 de dezembro de 2016 | 11 de setembro de 2017 | TBA                | 0.70                   |
| Titio Avô ajuda um mágico novo ensinando-lhe um truque novo. |                  | |                                   |                         |                        |                        |                    |                        |
| 124 | 20               | "Nó na Língua (BR)/(PT)" "Tongue Tied"                                                                     | Nick Edwards e Myke Chillan       | 23 de julho de 2017     | 12 de dezembro de 2016 | 18 de setembro de 2017 | TBA                | 0.70                   |
| Titio Avô ajuda uma criança tímida a ganhar sua própria confiança. |                  | |                                   |                         |                        |                        |                    |                        |
| 125 | 21               | "Titio Boneco (BR) Titio Parvinho (PT)" "Uncle Dummy"                                                      | Zeus Cervas e Ryan Jouas          | 29 de julho de 2017     | 13 de dezembro de 2016 | 25 de setembro de 2017 | TBA                | 0.77                   |
| Titio Avô e Steve Pizza tentam convencer Sr. Gus que seu manequim está vivo. |                  | |                                   |                         |                        |                        |                    |                        |
| 126 | 22               | "Trato na Cara (BR) Conserto Facial (PT)" "Face Fix"                                                       | Ryan Kramer e Chris Allison       | 30 de julho de 2017     | 13 de dezembro de 2016 | 9 de outubro de 2017   | TBA                | 0.77                   |
| Titio Avô e Steve Pizza tentam ajudar o Sr. Gus a obter o seu rosto de volta ao normal antes de uma sessão de fotos importantes.                                                                               |                  | |                                   |                         |                        |                        |                    |                        |
| 127 | 23               | "A Chamada Telefônica (BR) A Chamada de Telefone (PT)" "The Phone Call"                                    | Zeus Cervas e Andy Gonsalves      | 5 de agosto de 2017     | 14 de dezembro de 2016 | 23 de outubro de 2017  | TBA                | 0.63                   |
| Um telefonema ameaçador de um estranho faz com que todos entrem em pânico, incluindo Titio Avô que acaba ficando traumatizado.                                                                                 |                  | |                                   |                         |                        |                        |                    |                        |
| 128 | 24               | "Titio Cupido (BR / PT)" "Uncle Cupid"                                                                     | Nick Edwards e Myke Chilian       | 29 de julho de 2017     | 14 de dezembro de 2016 | 30 de outubro de 2017  | TBA                | 0.63                   |
| Titio Avô se dá como um cupido apaixonado e alguns conselhos de namoro. |                  | |                                   |                         |                        |                        |                    |                        |
| 129 | 25               | "Consulta Médica (BR) A Visita do Médico (PT)" "Doctor Visit"                                              | Andy Gonsalves e Jason Reicher    | 30 de julho de 2017     | 15 de dezembro de 2016 | 6 de novembro de 2017  | TBA                | 0.75                   |
| Titio Avô recebe uma vacina no consultório médico. |                  | |                                   |                         |                        |                        |                    |                        |
| 130 | 26               | "O Bolo Errado (BR) Lá se foi o Bolo (PT)" "Cake Mistake"                                                  | David Gemmill e Kenny Pittenger   | 5 de agosto de 2017     | 15 de dezembro de 2016 | 13 de novembro de 2017 | TBA                | 0.75                   |
| Titio Avô e Sr. Gus acidentalmente comem o bolo de aniversário do Steve Pizza para sua mãe e devem tentar não dizer a ele, mas Steve Pizza descobre que o bolo foi comido e que o Sr. Gus tinha um dedo nisso. |                  | |                                   |                         |                        |                        |                    |                        |

### 5ª Temporada (2016-2017)
| Episódio (série) | Episódio (temp.) | Título | Escrito e storyboards por | Exibição original      | Exibição Brasil        | Exibição Portugal | Código de produção | Audiência (em milhões) |
| --- | ---------------- | --- | --- | ---------------------- | ---------------------- | --- | ------------------ | ---------------------- |
| 131 | 1                | "Privação de Carneirinhos (BR) Privação de Ovelhas (PT) Sheep Deprivation"                                              | Chris Allison e Ryan Kramer | 5 de agosto de 2017    | 16 de dezembro de 2016 | 20 de novembro de 2017 | TBA                | 0.85                   |
| Titio Avô ajuda uma menina a adormecer contando ovelhas, mas uma desaparece. |                  | | |                        |                        | |                    |                        |
| 132 | 2                | "O Gato do Lixo (BR) Gato da Lixeira (PT)" "Trash Cat"                                                                  | Nick Edwards | 26 de novembro de 2017 | 16 de dezembro de 2016 | 27 de novembro de 2017 | TBA                | 0.85                   |
| Titio Avô ajuda a um gato fedido que está para baixo para sua sorte. |                  | | |                        |                        | |                    |                        |
| 133 | 3                | "Odisseia do Titio Avô (BR)" "Uncle Grandpa's Odd-yssey"                                                                | Myke Chilian | TBA                    | 6 de junho de 2017     | 22 de janeiro de 2018 | TBA                | 0.88                   |
| Titio Avô e a equipe devem recuperar Tigresa antes dela ser adotada.(Episódio Musical). |                  | | |                        |                        | |                    |                        |
| 134 | 4                | "Festa Surpresa (BR) A Festa Surpresa (PT)" "Surprise Party"                                                            | Ryan Kramer e Chris Allison | 25 de novembro de 2017 | 6 de junho de 2017     | 29 de janeiro de 2018 | TBA                | 0.83                   |
| Sr. Gus e Pochetio estão preparando uma festa surpresa para a Steve Pizza, enquanto o Titio Avô tenta não estragar a surpresa. |                  | | |                        |                        | |                    |                        |
| 135 | 5                | "Boa Noite Bom Dia Com Titio Avô (BR) Bom Dia da Noite com o Titio Avô (PT) Late Night Good Morning with Uncle Grandpa" | Andy Gonsalves | 18 de novembro de 2017 | 7 de junho de 2017     | 19 de fevereiro de 2018 | TBA                | 0.60                   |
| Tio vovô faz um programa de entrevistas com bandas como Sr. Gus e Jurassic Jam, Giant Realistic Flying e uma aparição de Steve Pizza e um sanduíche falante. |                  | | |                        |                        | |                    |                        |
| 136 | 6                | "Nova Direção (BR) Nova Realização (PT) New Direction"                                                                  | Andres Salaff | 18 de novembro de 2017 | 8 de junho de 2017     | 5 de fevereiro de 2018 | TBA                | 0.79                   |
| Titio Avô recruta um famoso diretor de cinema para ajudar uma criança a melhorar suas habilidades de atuação cinematográfica. |                  | | |                        |                        | |                    |                        |
| 137 | 7                | "Controle de Raiva (BR) Controlo de Raiva (PT) Anger Management"                                                        | David Gemmill | 19 de novembro de 2017 | 9 de junho de 2017     | 1 de janeiro de 2018 | TBA                | 0.67                   |
| Depois que Titio Avô fica muito indignado com o seu dia, a Titia Avó chega para piorar; Titio Avô deve tentar acalmar-se antes de ser apagado da existência por uma máquina de julgamento de raiva. |                  | | |                        |                        | |                    |                        |
| 138 | 8                | "O Passado do Steve Pizza (BR) O Passado do Pizza Steve (PT)" "Pizza Steve's Past"                                      | Nick Edwards | 25 de novembro de 2017 | 19 de junho de 2017    | 8 de janeiro de 2018 | TBA                | 0.95                   |
| Titio Avô e a equipe sabem do passado de Steve Pizza; eles descobrem que ele nem sempre foi o Steve Pizza que eles conheciam e amavam. |                  | | |                        |                        | |                    |                        |
| 139 | 9                | "Cavando um Buraco (BR) Escavando um Buraco (PT)" "Diggin' a Hole"                                                      | Nick Edwards | 26 de novembro de 2017 | 20 de junho de 2017    | 15 de janeiro de 2018 | TBA                | 0.87                   |
| Titio Avô escava um buraco com o outro Titio Avô lá embaixo no buraco, eles saem e tentam derrubar a sobrecarga. |                  | | |                        |                        | |                    |                        |
| 140 | 10               | "Ritmo Quebrado (BR) Sem Ritmo (PT) Broken Boogie"                                                                      | Andres Salaff | 11 de novembro de 2017 | 21 de junho de 2017    | 15 de janeiro de 2018 | TBA                | 0.79                   |
| Quando o Bicho Papão perde seu mojo, Titio Avô entra para ajudar. |                  | | |                        |                        | |                    |                        |
| 141 | 11               | "O Titio Avô do Titio Avô (BR)/(PT) Uncle Grandpa's Uncle Grandpa"                                                      | Andy Gonsalves | 11 de novembro de 2017 | 22 de junho de 2017    | 22 de janeiro de 2018 | TBA                | 0.80                   |
| Depois que sua cueca fica presa demais, o Titio Avô pede o auxílio de seu Titio Avô, quando ele chega as coisas ficam fora de controle. |                  | | |                        |                        | |                    |                        |
| 142 | 12               | "Fase de Transição (BR) Fase de Mudanças (PT)" "Transitional Phase"                                                     | Myke Chilian | 2 de dezembro de 2017  | 23 de junho de 2017    | 11 de dezembro de 2017 | TBA                | 0.69                   |
| Tentando jantar, Titio Avô e a equipe continuam misteriosamente sendo enviados de um lado para outro no tempo; eles percebem que é um filme de transição e tentam parar. |                  | | |                        |                        | |                    |                        |
| 143 | 13               | "Fábrica de Desenhos (BR) Fábrica de Desenhos Animados (PT)" "Cartoon Factory"                                          | Chris Allison e Ryan Kramer | 2 de dezembro de 2017  | 23 de junho de 2017    | 18 de dezembro de 2017 | TBA                | 0.69                   |
| Titio Avô visita a fábrica de desenhos animados para obter algumas respostas sobre suas raízes. |                  | | |                        |                        | |                    |                        |
| 144 | 14               | "Encontro com o Sr. Gus (BR) Um Encontro com o Mr. Gus (PT) Date with Gus"                                              | David Gemmill | 12 de novembro de 2017 | 26 de junho de 2017    | 29 de janeiro de 2018 | TBA                | 0.85                   |
| Quando o Titio Avô e Steve Pizza arruínam a noite de Sr. Gus, os dois ficam disfarçados com o encontro de Sr. Gus. |                  | | |                        |                        | |                    |                        |
| 145 | 15               | "Qual a Grande Idéia (BR)" "What's the Big Idea?"                                                                       | Chris Allison e Ryan Kramer | TBA                    | 26 de junho de 2017    | 1 de janeiro de 2018 | TBA                | 0.85                   |
| Steve Pizza e Sr. Gus tentam ajudar o Titio Avô a ter uma ideia. |                  | | |                        |                        | |                    |                        |
| 146 | 16               | "Pizza Adulta (BR)" "Full Grown Pizza"                                                                                  | Jason Reicher e Andres Salaff | TBA                    | 27 de junho de 2017    | 18 de dezembro de 2017 | TBA                | 0.89                   |
| Titio Avô faz de difícil para a Steve Pizza para provar que ele não é um bebê. |                  | | |                        |                        | |                    |                        |
| 147 | 17               | "Mais Curtas do Diretor (BR)" "More Director Shorts"                                                                    | Chris Prynoski, Marc M., J.J. Villard e Mike Carlo | TBA                    | 27 de junho de 2017    | 15 de fevereiro de 2018 (1º curta) 16 de fevereiro de 2018 (2º curta) 17 de fevereiro de 2018 (3º curta) 18 de fevereiro de 2018 (4º curta) | TBA                | 0.89                   |
| Esse é o sexto especial de curtas do Titio Avô: - Luz Negra da Madrugada: Depois que a lâmpada na sala UG RV se quebra, o Titio Avô se conecta em uma lâmpada fluorescente e as coisas ficam bastante loucas. - Eu Amo Meus Amigos: Titio Avô acidentalmente quebra um pneu em que um gato desabrigado estava morando e a equipe discute o que fazer com ele. - Titio Avô vs Sr. Gus: Nesta paródia de Batman contra Superman, o Sr. Gus é ordenado pelo Presidente para destruir o Titio Avô por ser muito engraçado, e uma batalha épica se segue. - Bom Dia: Titio Avô fala sua assinatura para todos no mundo. |                  | | |                        |                        | |                    |                        |
| 148 | 18               | "Mergulho Alto (BR)" "High Dive"                                                                                        | Chris Allison e Ryan Kramer | TBA                    | 28 de junho de 2017    | 12 de fevereiro de 2018 | TBA                | 0.74                   |
| Titio Avô ajuda Samir a superar o medo paralisante do mergulho elevado. |                  | | |                        |                        | |                    |                        |
| 149 | 19               | "Mestre Steve do Xadrez (BR)" "Chess Master Steve"                                                                      | Andres Salaff e Jason Reicher | TBA                    | 28 de junho de 2017    | 8 de janeiro de 2018 | TBA                | 0.74                   |
| Steve Pizza faz de tudo para vencer o Sr. Gus em um jogo de xadrez. |                  | | |                        |                        | |                    |                        |
| 150 | 20               | "Pequeno Milagre (BR) O Pequeno Milagre do Pequeno Milagre (PT) Tiny Miracle's Tiny Miracle"                            | Michael Perez, Chris Allison e David Gemmill | 12 de novembro de 2017 | 29 de junho de 2017    | 12 de fevereiro de 2018 | TBA                | 0.84                   |
| Ao ver a equipe tendo um tempo divertido nadando e comendo sorvete, o Pequeno Milagre percebe que ele quer ser um garoto real. |                  | | |                        |                        | |                    |                        |
| 151 | 21               | "Titio Cobiça (BR) Titio Ganante (PT)" "Uncle Greedpa"                                                                  | Myke Chilian e Casey Alexander | 19 de novembro de 2017 | 29 de junho de 2017    | 11 de dezembro de 2017 | TBA                | 0.84                   |
| Titio Avô precisa de algum dinheiro extra, então ele começa a cobrar por seus serviços. |                  | | |                        |                        | |                    |                        |
| 152 | 22               | "Titio Avô Requintado (BR)" "Exquisite Grandpa"                                                                         | Pete Browngardt, Audie Harrison, Chris Allison, Andy Gonsalves, Myke Chilian, David Gemmill, Andres Salaff, Ryan Kramer, Nick Edwards e Casey Alexander | TBA                    | 30 de junho de 2017    | 19 de fevereiro de 2018 | TBA                | 0.72                   |
| Quando Titio Avô acorda de um pesadelo terrível, ele pede a ajuda de um homem bigodudo e Titio Avô acaba dizendo ao homem bigodudo os sonhos que ele fez ao seu último sonho. |                  | | |                        |                        | |                    |                        |
| 153 | 23               | "Nos Tempos do Ensino Médio (BR)" "Uncle Grandpa: The High School Years"                                                | Ryan Kramer e Chris Allison | TBA                    | 30 de junho de 2017    | 5 de fevereiro de 2018 | TBA                | 0.72                   |
| No final da série que é um flashback que mostra a gangue no ensino médio a equipe faz com que todos sejam detidos e, enquanto o diretor está usando o banheiro, todos tentam encontrar maneiras para lutar contra o tédio e lentamente começar a construir uma amizade. Depois de uma briga, todos eles se formam e o Titio Avô sugere que todos vivem juntos e se divertem com muitas aventuras. |                  | | |                        |                        | |                    |                        |

## Minisódios
Foram lançados no site do Cartoon Network e no YouTube.
| # | Título                                                                     | Escrito e planejada por | Data de lancamento original                                     |
| --- | -------------------------------------------------------------------------- | ----------------------- | --------------------------------------------------------------- |
| 1 | "A Incrível Viagem do Titio Avô (BR)" "Uncle Grandpa's Incredible Journey" | Andy Gonsalves          | 9 de julho de 2015 12 de agosto de 2016                         |
| Curtas rápidos de falsos momentos do passado e do futuro divertido da série.                                                                    |                                                                            |                         |                                                                 |
| 2 | "Será que Cola? (BR) / (PT)" "Will It Stick?"                              | Ryan Kramer             | 1 de setembro de 2015 20 de maio de 2016 23 de setembro de 2016 |
| O Titio Avô e Steve Pizza decidem jogar 'Será que Cola?', onde precisam jogar coisas na parede para ver se elas colam.                          |                                                                            |                         |                                                                 |
| 3 | "Casa Inflável (BR) / (PT)" "Bounce House"                                 | Kenny Pittenger         | 2 de novembro de 2015 17 de junho de 2016 6 de janeiro de 2017  |
| Titio Avô transforma a van em uma casa de salto gigante para uma festa de aniversário das crianças.                                             |                                                                            |                         |                                                                 |
| 4 | "Curiosidades da Natureza (BR)" "Curiosities of Nature"                    | Kenny Pittenger         | 1 de dezembro de 2015 21 de outubro de 2016                     |
| Documentalista animal hospedeiro Dirk Peters faz um documentário de como a gangue se defende na van.                                            |                                                                            |                         |                                                                 |
| 5 | "O ABC do Titio Avô (BR)" "Uncle Grandpa 101"                              | Nick Edwards            | 19 de setembro de 2016 4 de dezembro de 2017                    |
| O Titio Avô ensina outros vovôs a como serem como ele.                                                                                          |                                                                            |                         |                                                                 |
| 6 | "Vem, Porquinho... (BR)" "Here Piggy Piggy"                                | Myke Chilian            | 8 de setembro de 2016 4 de julho de 2017                        |
| Titio Avô persegue seu porco através da sequência da abertura do show                                                                           |                                                                            |                         |                                                                 |
| 7 | "O Caso da Bike Perdida (BR)" "The Case of the Missing Bike"               | Nick Edwards            | 8 de setembro de 2016 1 de fevereiro de 2018 (CNGO)             |
| O Detetive Frankenstein ajuda Katie a achar a sua Bicicleta roubada.                                                                            |                                                                            |                         |                                                                 |
| 8 | "A Origem de Frankenstein (BR)" "The Origin of Frankenstein"               | Nick Edwards            | 31 de outubro de 2016 5 de setembro de 2017                     |
| A criação do Dr. Frankenstein é surpreendentemente muito inteligente até o Titio Avô chegar.                                                    |                                                                            |                         |                                                                 |
| 9 | "Sem Roça, Sem Rumo (BR)" "No Farm No Foul!"                               | Nick Edwards            | 19 de dezembro de 2016 15 de agosto de 2017                     |
| O Titio Avô descobre uma caixa de episódios muito velhos do Titio Avô. Eles então decidem assistir aos episódios.                               |                                                                            |                         |                                                                 |
| 10 | "The Weird Zone"                                                           | TBA                     | 30 de junho de 2017                                             |
| Steve Pizza tem uma equipe pra fazer a sua oferta, por medo de ser transformado em seus poderes mentais.                                        |                                                                            |                         |                                                                 |
| 11 | "Unboxing"                                                                 | TBA                     | 30 de junho de 2017                                             |
| Titio Avô está fazendo um vídeo para a internet sobre o descompactado de uma caixa.                                                             |                                                                            |                         |                                                                 |
| 12 | "Behind The Scenes"                                                        | TBA                     | 30 de junho de 2017                                             |
| Nos bastidores, veja o elenco e a equipe do Titio Avô.                                                                                          |                                                                            |                         |                                                                 |
| 13 | "Spelling Bee"                                                             | TBA                     | 30 de junho de 2017                                             |
| Titio Avô está fazendo um show sobre o jogo de ortografia. Os concorrentes, o Sr. Gus e o Steve Pizza, estão competindo pelo troféu de abelhas. |                                                                            |                         |                                                                 |
| 14 | "Coolest Lunchbox"                                                         | TBA                     | 30 de junho de 2017                                             |
| Titio Avô e a turma estão no colégio e estão prestes a almoçar quando olham que existe uma lanchonete muito legal.                              |                                                                            |                         |                                                                 |